# Helma Heymann
Helma Heymann (* 1937 in Wolgast) ist eine deutschsprachige Schriftstellerin für Kinder- und Jugendliteratur.

## Leben
Helma Heymann wuchs auf der Insel Usedom im Umfeld des Künstlerkreises um den Maler Otto Niemeyer-Holstein auf. Sie legte 1956 ihr Abitur in Greifswald ab und begann 1958 ein Medizinstudium in Greifswald, das sie nach fünf Semestern abbrach. Zwischen 1962 und 1964 absolvierte sie eine Ausbildung in der Kinderpsychiatrie und arbeitete anschließend als Musiktherapeutin. Seit 1980 arbeitet sie als freischaffende Schriftstellerin. Sie schreibt Märchen, phantastische Geschichten, literarische Reisebücher und Hörspiele.
Heymann ist verheiratet, hat drei Kinder und lebt in Berlin.

## Auszeichnungen
- 1989: Verlagspreis des Verlages Junge Welt „Zur Förderung populärwissenschaftlicher Kinderliteratur“[2]
- 1993: Sonderpreis für „Lyrik vom Meer“ der Stadt Wilhelmshaven[2]

## Werke

### Kinderbücher und Geschichten
- Halbhorn, Kinderbuchverlag, Berlin 1980
- O so dumm – Usedom, Verlag Junge Welt, Berlin 1986
- Faschingsschneiderlein, Kinderbuchverlag, Berlin 1986
- Die Mühle vom Ginsterberg, Kinderbuchverlag, Berlin 1987
- Arepo und die schöne Tuberose, Verlag Junge Welt, Berlin 1988
- Marktflecken im Thüringer Becken, Verlag Junge Welt, Berlin 1989
- Piet Himp und der Geselle Wind, Verlag Junge Welt, Berlin 1990
- Borstel und die Feldlerche, Buchverlag Junge Welt, Berlin 1992
- Der Maler und die Unnererdschen, Das Museum Atelier Otto Niemeyer-Holstein, Märchenkalender 2016
- Piet Himp und der Geselle Wind, Neuauflage Inklusive plattdeutscher Hörbuchfassung ( CD ) von Hans Meinen, Florian Isensee Verlag und Buchhandlung, 2016

### Autobiographisches Werk
- Wir segeln wärtz,  VB Bild-Kunst 2020

### Mitautor in Sammelbänden
- Der grüne Kachelofen, Kinderbuchverlag Berlin, 1978
- Der blaue Schmetterling, Kinderbuchverlag Berlin, 1979
- Mit Kirschen nach Afrika, Kinderbuchverlag Berlin, 1982
- Der Knabe mit dem Engelsgesicht, Evangelische Verlagsanstalt Berlin, 1988
- Schöne Advents- und Weihnachtsgeschichten, Gütersloher Verlagshaus, 1994
- Jo-Jo Lesebuch 4, Cornelsen, 1995
- Sagen rund um die Wartburg, Konkordia Verlag, 1996
- Bücherkiste 2, Verlag Volk und Welt, 1999
- Lolli-Pop Fibel 2, Cornelsen, 1999
- Jo-Jo Lesebuch 4, Cornelsen, 2004

### Hörspiele
- Das Mandarinengärtchen. Hörspiel, Rundfunk der DDR, 1983.
- Spitzohr und Krummbein oder Die lange Reise nach Süden. Radiogeschichte SFB, NDR 4, WDR 4, 1994.
- Jakob Flatterhose. Radiogeschichte SFB, NDR 4, WDR 4, 1995.
- Das Wappentier von Greifenhausen. Radiogeschichte SFB, NDR 4, WDR 4, 1998.
- Die Hütte am Meer. Radiogeschichte SFB, NDR 4, WDR 4, 2003.
- Wie es bunt wurde im Dorf. Radiogeschichte SFB, NDR 4, WDR 4, 2005.
- Nur eine Pfütze für zwei Frösche? Radiogeschichte NDR, RBB, WDR, 2016.